# Batalla de Rorke's Drift
La batalla de Rorke's Drift fue uno de los enfrentamientos de la guerra anglo-zulú. En ella, apenas 150 soldados británicos defendieron con éxito una estación misionera situada junto a un vado del río Buffalo, en la provincia de Natal (Sudáfrica), frente al ataque de más de 3000 guerreros zulúes los días 22 y 23 de enero de 1879. Este enfrentamiento se produjo solo unas horas después de la derrota británica en la batalla de Isandhlwana.
Dado el éxito en la defensa del puesto por parte de su guarnición frente a fuerzas tan superiores en número, la batalla de Rorke's Drift es considerada una de las defensas de una plaza fuerte más destacadas de la historia militar británica.

## Preludio
A las 14:00 del 22 de enero de 1879, el comandante Henry Spalding, desconocedor aún de la derrota de las fuerzas británicas en la batalla de Isandhlwana, dejó el puesto de Rorke's Drift para comprobar la localización de la Primera Compañía del 24.º Regimiento de Infantería (también conocido como el 2.º Regimiento de Warwickshire). A su vez, el teniente John Rouse Merriott Chard, de los Ingenieros Reales, se desplazó hasta Rorke's Drift para supervisar diversas obras que allí se estaban desarrollando. Hacia las 15:30, dos oficiales del Contingente de Voluntarios de Natal (un regimiento auxiliar negro bajo el mando del capitán William Stephenson) se presentaron en el puesto, con la información de que las fuerzas británicas habían sido aplastadas en Isandhlwana esa misma mañana y que un ala del ejército zulú se estaba desplazando hacia Rorke's Drift. La información fue confirmada poco después por una nota del capitán Essex, que sin embargo no informaba del tamaño del contingente zulú.
Los tres oficiales presentes en el lugar, el teniente Chard, el teniente Gonville Bromhead y el comisario de Intendencia James Langley Dalton, coincidieron en que permanecer en la posición y luchar era la única opción aceptable. El puesto de Rorke's Drift contaba con un pequeño hospital donde en ese momento convalecían varios soldados. Una columna británica cargada con carros de heridos sería presa fácil en campo abierto e imposible de defender, dada la inferioridad numérica que preveían.

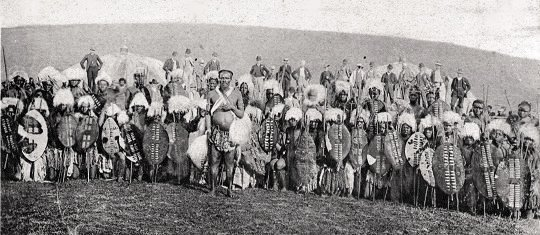
Guerreros zulúes en una foto cercana en el tiempo a la batalla de Rorke's Drift.

La fuerza zulú que se aproximaba era efectivamente mucho mayor que la guarnición británica. Los regimientos zulúes uDloko, uThulwana y inDlu-yengwe sumaban más de 4000 combatientes, ninguno de los cuales había participado en la batalla de Isandhlwana aquella misma mañana, por ser una fuerza de reserva. Además, al contrario de la creencia popular, la columna zulú contaba con armas de fuego, si bien la mayoría eran obsoletos mosquetes de chispa. Los británicos, por su parte, contaban con modernos fusiles Martini-Henry.
Una vez se decidió permanecer en la plaza, los tenientes Chard y Bromhead dirigieron a sus hombres en las tareas de fortificación del puesto. Se construyó un perímetro defensivo con grandes cajas de galletas y provisiones (6 dm y 45 kg cada una). La barricada rodeaba el hospital, un almacén y una granja con sus corrales. La inclusión del hospital hizo el perímetro peligrosamente grande y difícil de defender, por lo que el teniente Chard ordenó el levantamiento de una segunda empalizada que dividía la anterior en dos, para posibilitar una retirada parcial en caso de ser necesaria. Los edificios fueron fortificados, se hicieron troneras en las paredes y las puertas que daban al exterior del perímetro fueron atrancadas con muebles.
En total, el teniente Chard contaba con 100 hombres (sin contar a los heridos), entre los efectivos de la Compañía B del 24.º Regimiento de Infantería, el destacamento del Contingente de Voluntarios de Natal al mando de Stephenson, y los Nativos Montados del teniente Vause. El teniente Chard estimó que era una fuerza suficiente para repeler el ataque zulú.

## La batalla

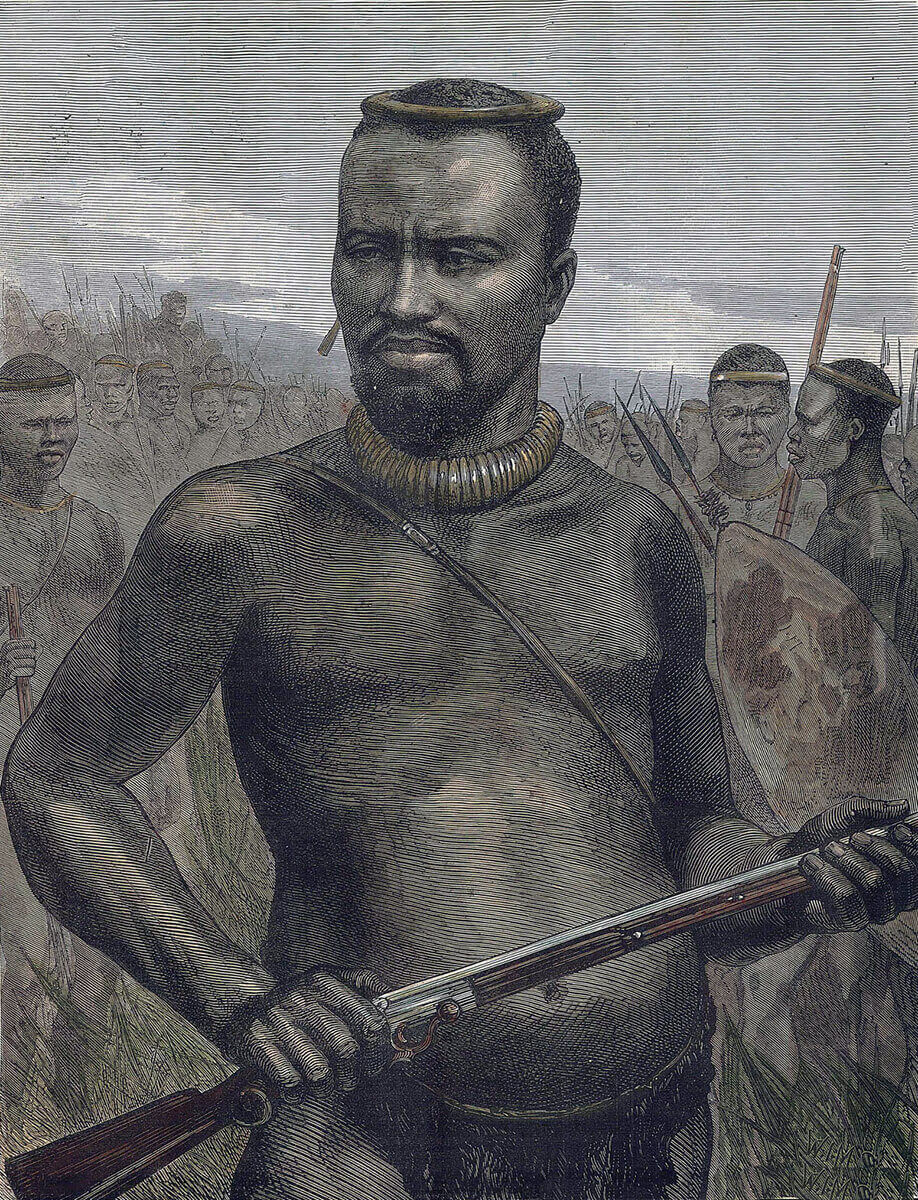
El comandante de los zulúes, Dabulamanzi kaMpande.

A las 16:00, el cirujano militar James Reynolds, el misionero sueco Otto Witt y el capellán del ejército británico George Smith llegaron desde Oscarberg, una colina próxima a la base, con la noticia de que las fuerzas zulúes estaban cruzando el río, a tan solo cinco minutos de allí. La información fue confirmada por uno de los Nativos montados bajo el mando del teniente Vause, que confirmó que los zulúes estaban a menos de un minuto de distancia. En ese momento, los Nativos montados y el propio teniente Vause, que habían visto la carnicería de Isandhlwana aquella misma mañana, desertaron. Al ver a sus camaradas huir, el Contingente de Nativos de Natal desertó también, saltando la barricada en masa. Algunos soldados británicos les dispararon, matando al cabo Bill Anderson, alcanzado en la cabeza. La fuerza defensora se había reducido a la mitad. De las 140 personas que había en la plaza, solo los 80 soldados de la Compañía B eran una unidad cohesionada, y 30 de ellos estaban heridos. Ante esta situación, el teniente Chard se dio cuenta inmediatamente de que el perímetro era indefendible, dando órdenes de evacuar el hospital y levantar una segunda empalizada que redujera el tamaño de la zona a defender.
Puesto que el Contingente de Nativos de Natal había desaparecido, el soldado Frederick Hitch se subió al tejado del almacén para hacer de vigía. Enseguida informó de la aproximación de una columna de entre 4000 y 6000 zulúes. Inmediatamente, la vanguardia zulú apareció desde detrás de Oscarberg y atacó el puesto británico desde el sur, donde estaban los almacenes y el hospital. Fue en este momento cuando el sargento Henry Gallagher gritó una frase que se haría célebre: "¡Aquí vienen, densos como la hierba y negros como un trueno!".

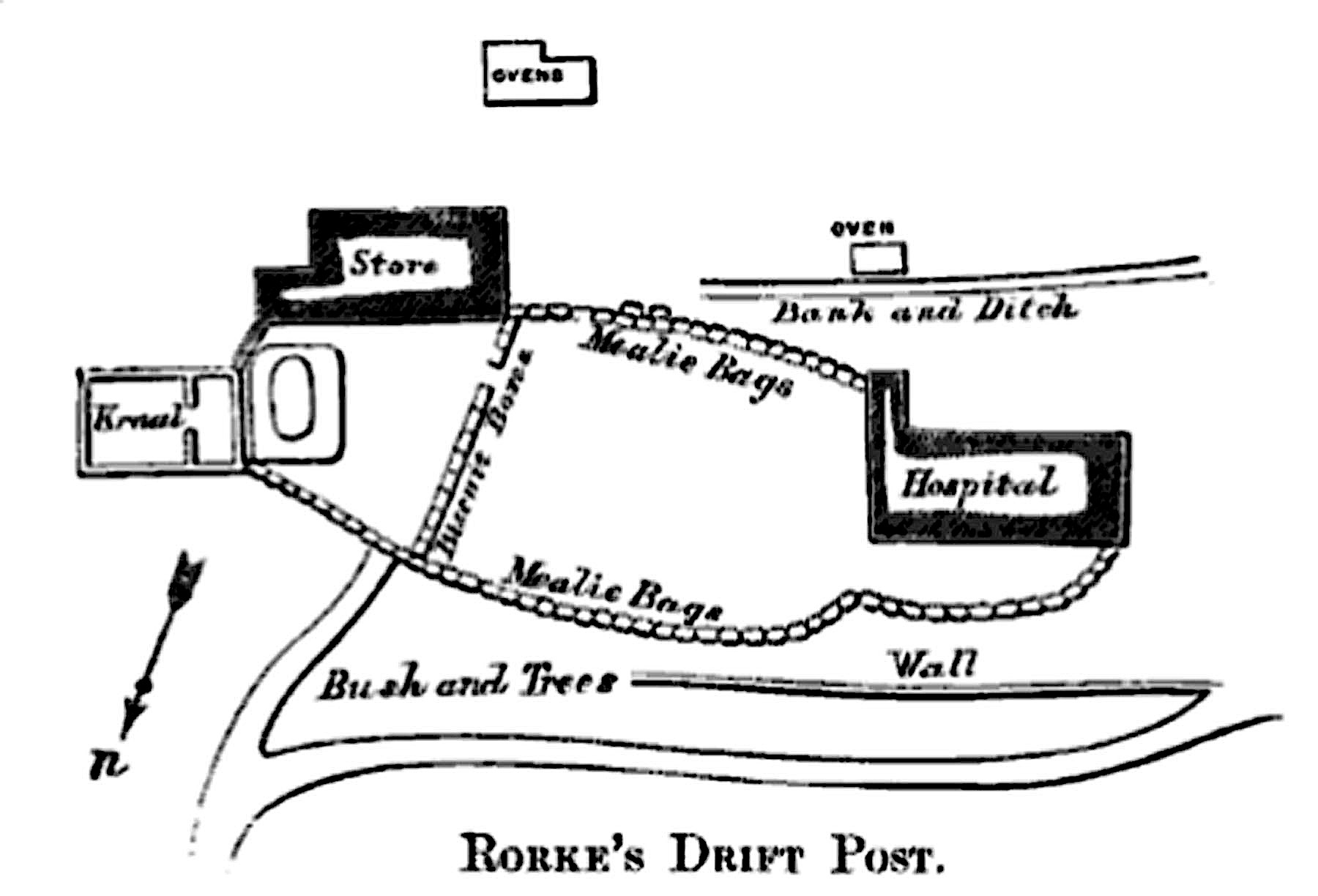
Plano de la estación misionera de Rorke's Drift.

Los defensores abrieron fuego cuando los zulúes se encontraban a unos 500 metros, matando a muchos de ellos. La primera oleada fue prácticamente barrida junto a la muralla, aunque algunos zulúes se pusieron a cubierto y consiguieron llegar de nuevo a las estribaciones de Oscarberg, desde donde otros guerreros hostigaban a los británicos con disparos de sus viejos mosquetes. Mientras esto ocurría en el sur del perímetro, otra oleada zulú se había lanzado contra el hospital y la barricada noroeste, donde los británicos, incluyendo al ayudante de campo Dalton y al teniente Bromhead, se vieron enzarzados en una feroz lucha cuerpo a cuerpo. Puesto que la barricada era demasiado alta para ser escalada, los zulúes comenzaron a arrastrarse por debajo de la misma, tratando de apoderarse de las armas de los defensores, apuñalándolos con sus afiladas azagayas o disparándoles con sus mosquetes a través de los huecos de la barrera. En ocasiones, grandes grupos de guerreros zulúes se arrimaban contra la muralla y, subiéndose unos sobre los cuerpos de los otros, irrumpían en oleadas en el interior del perímetro. Pero los soldados británicos lograron repeler todos esos intentos.
El fuego zulú, bien desde la parte baja de la barrera, bien desde las estribaciones de Oscarberg, comenzó a hacer mella en los británicos. El cabo Schliess fue alcanzado en la pierna. El ayudante de campo Dalton, que se inclinó sobre la barricada para dispararle a un guerrero zulú, fue herido en el hombro por una bala y retirado de la línea para curar su herida. El soldado Keefe, tambor de la compañía B, sufrió una herida superficial en la cabeza, el cabo Schammel, de la Compañía de Nativos de Natal, fue alcanzado en la espalda y el soldado Byrne, que trató de ayudarle, fue muerto de un tiro en la cabeza. El mismo final encontró Old King Cole, otro soldado de la Compañía B. El fuego que desde Oscarberg abrían los guerreros zulúes acabó con las vidas de los soldados Fagan, Scanlon y Chick. Sin embargo, los zulúes estaban sufriendo bajas a un ritmo mucho más alarmante. 

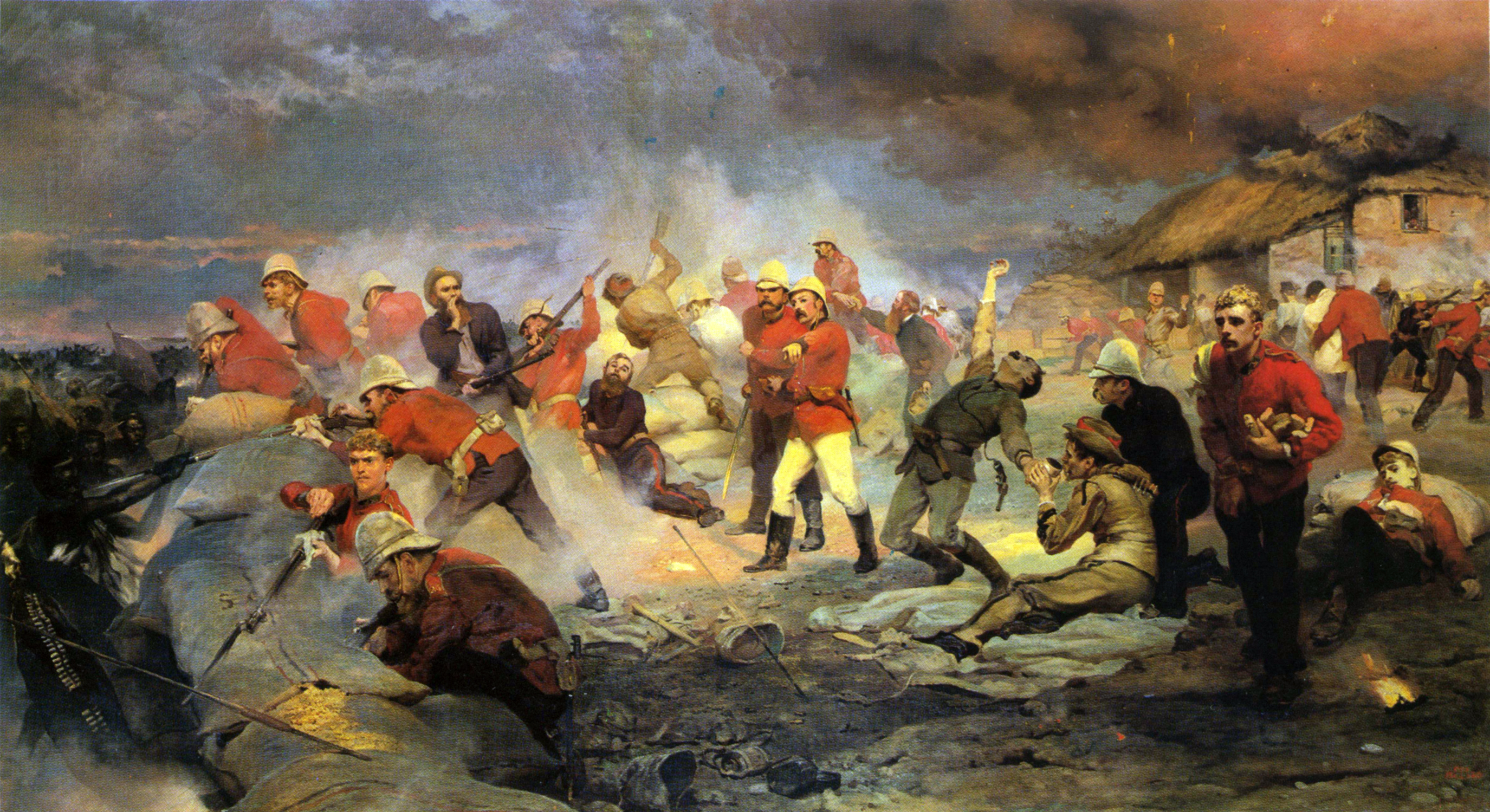
La defensa de Rorke's Drift, 1880, óleo de Elizabeth Thompson, castillo de Windsor.

El teniente Chard entendió pronto que la parte frontal de la muralla, que era el objeto principal del ataque zulú, no podría ser defendida por mucho tiempo, por lo que a las 18:00 ordenó retroceder a sus hombres a la siguiente línea.
En el transcurso de esta retirada, dos salas del hospital quedaron aisladas. Este edificio estaba resultando una trampa y las troneras empezaron a jugar en contra de los defensores, pues, si sacaban sus rifles para disparar, los zulúes los tomaban, impidiendo su uso, pero si se dejaban vacías, los asaltantes introducían sus propias armas para abrir fuego hacia el interior. Al darse cuenta de que el edificio estaba siendo abandonado, John Williams comenzó a practicar un butrón en la pared que separaba la habitación principal de la parte trasera del hospital. Entonces comenzó una serie de furiosos ataques zulúes, y Williams solo tuvo tiempo de sacar a dos pacientes de la habitación antes de que la puerta se viniera abajo y una horda de guerreros entrase en la habitación. Joseph Williams permaneció en ella haciendo frente a los atacantes, y abatió a un buen número de ellos antes de ser superado. Los demás hombres que quedaban en la habitación, el soldado Horrigan, Adams y dos pacientes más, fueron mortalmente apuñalados por los guerreros zulúes. John Williams consiguió arrastrar a sus pacientes hasta una de las habitaciones laterales, donde se unieron al soldado Hook y otros nueve pacientes más.
La escena volvió a repetirse entonces. Mientras Williams horadaba la pared, Hook mantenía a los zulúes a raya. Cuando el agujero fue lo suficientemente amplio, Williams y los once pacientes pasaron a la sala contigua, que estaba ocupada por el soldado Waters. El último en pasar fue Hook, con un disparo en el casco y muy aturdido, aunque antes de deslizarse a la otra habitación mató a los primeros guerreros zulúes que atravesaron la puerta de la sala. Williams, impelido ahora por la certeza de que el tejado estaba en llamas, comenzó a practicar un nuevo agujero que los condujera a todos a la sala contigua. Mientras, Hook defendía una vez más el anterior agujero y Waters disparaba a través de una tronera. Después de cincuenta minutos, el agujero fue lo bastante grande como para que los pacientes cupieran por él, y los hombres (excepto Waters, que se escondió en un armario) pasaron una vez más a la sala contigua, que estaba ocupada por dos soldados de apellido Jones. Desde aquí, todos ellos saltaron al exterior a través de una ventana y corrieron hacia el perímetro defensivo. De los once pacientes, nueve se salvaron, incluidos todos los hombres que estaban en condiciones de luchar. La evacuación del hospital cerró el nuevo y reducido perímetro defensivo.

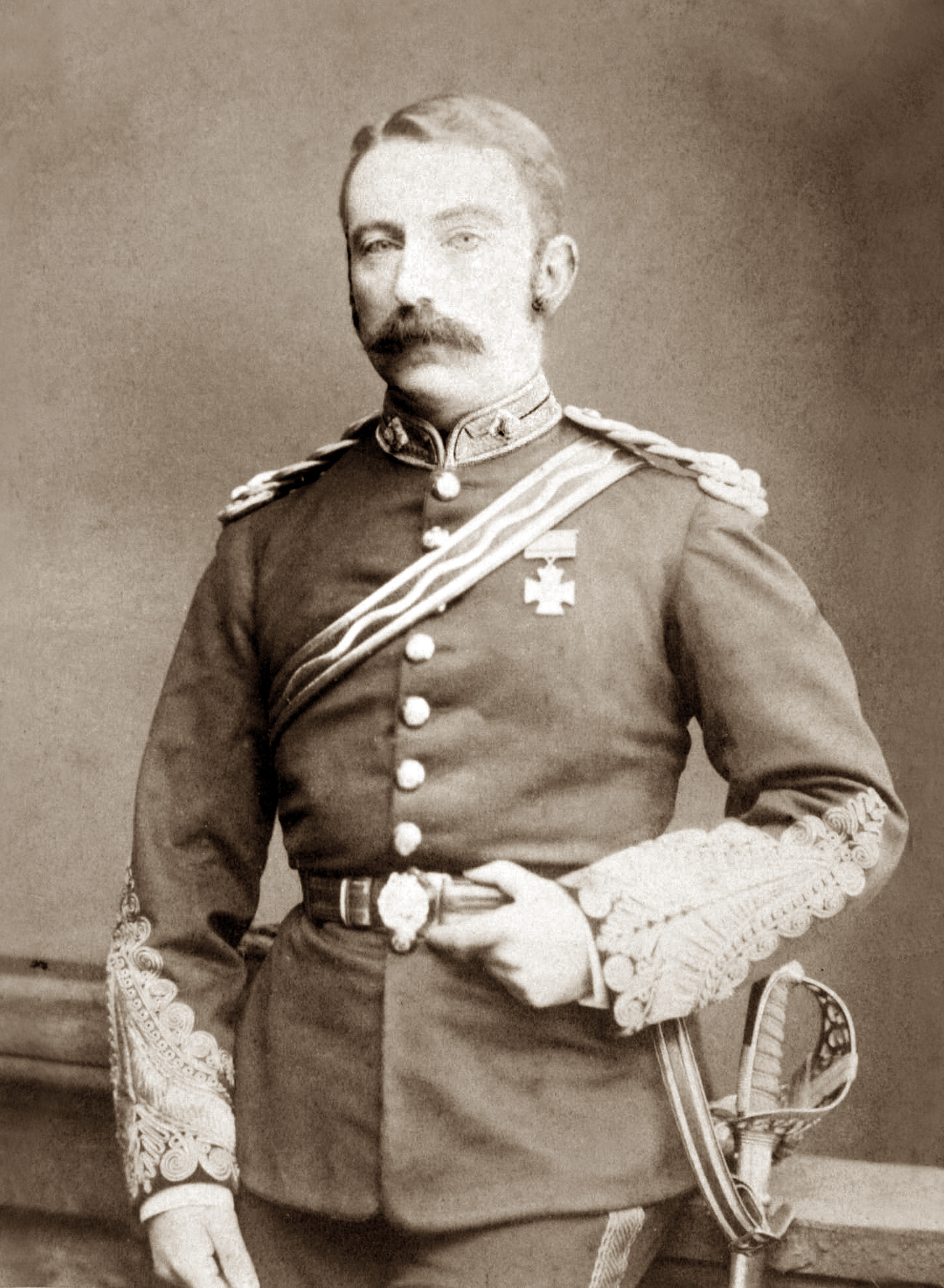
John Rouse Merriot Chard, que dirigió la defensa de Rorke's Drift

Con la caída de la noche, los ataques zulúes crecieron en intensidad, al sumarse a las oleadas los tiradores apostados en el monte Oscarberg y que ahora se habían quedado sin blancos por falta de visibilidad. Los corrales fueron atacados con furia y los hombres que los defendían tuvieron que retirarse hacia las 22:00, estrechando aún más el perímetro defensivo, que quedó limitado a un área alrededor del almacén. Los guerreros zulúes atacaron una y otra vez las posiciones británicas hasta que, pasada la medianoche, empezaron a decaer, para finalizar hacia las 2:00 de la madrugada.
Hasta las 4:00, sin embargo, continuaron la lluvia de azagayas y las descargas zulúes contra el perímetro. El teniente Chard había perdido a 15 de sus soldados, y 8 más, incluido el ayudante de campo Dalton, estaban gravemente heridos. Todos los demás tenían algún tipo de herida menor y estaban agotados después de haber luchado durante unas diez horas. Además, las municiones empezaban a escasear. Pero las bajas zulúes había sido mucho más elevadas.
Al amanecer los británicos vieron que sus enemigos habían desaparecido, dejando el campo sembrado de cadáveres; contaron 370 cuerpos. Se enviaron patrullas a reconocer el campo de batalla, recoger armamento y buscar supervivientes. Hacia las 7:00 apareció sorpresivamente un grupo de guerreros zulúes, y los británicos retomaron sus posiciones. Pero no hubo ataque alguno, también los zulúes estaban completamente agotados. Habían estado en movimiento durante los seis días previos a la batalla y no habían comido normalmente durante dos días. Tenían cientos de heridos y se encontraban a varios días de marcha de sus depósitos de suministros. Poco después de aparecer, los guerreros zulúes se volvieron por donde habían venido.
Finalmente, hacia las 8:00 llegó a Rorke's Drift una columna conducida por Lord Chelmsford. La batalla había terminado.

## Las condecoraciones
Once cruces Victoria fueron otorgadas a los defensores de la plaza de Rorke's Drift, el mayor número de estas condecoraciones jamás otorgado a un solo regimiento por una misma acción (siete para soldados del 24.º Regimiento de Infantería). Sin embargo, se cree que este acto de glorificación de la batalla de Rorke's Drift pretendía ocultar el hecho de que Lord Chelmsford, desobedeciendo órdenes, había invadido tierras zulúes, así como desviar la atención de la humillante derrota en la batalla de Isandlwana.[cita requerida]
Los galardonados con la Cruz Victoria fueron:
- Cabo William Wilson Allen
- Teniente Gonville Bromhead
- Teniente John Rouse Merriott Chard
- Comisario ayudante de campo James Langley Dalton
- Soldado Frederick Hitch
- Soldado Alfred Henry Hook
- Soldado Robert Jones
- Soldado William Jones
- Cirujano Mayor James Henry Reynolds
- Cabo Christian Ferdinand Schiess
- Soldado John Williams

El comisario Dalton no fue galardonado en un primer momento, pero sí un año después, tras una protesta e innumerables testimonios que lo identificaron como el artífice principal de la defensa de Rorke's Drift.

## Después de la batalla
Pese a que Rorke's Drift se convirtió en una victoria muy publicitada en el Reino Unido, poco después de la batalla los supervivientes fueron abandonados sin suministros y sin atención médica. Llama la atención el caso del cabo Christian Ferdinand Schiess, que murió cinco años después de los hechos en la más absoluta pobreza, mientras viajaba rumbo a Inglaterra. Su única posesión era la Cruz Victoria ganada en Rorke's Drift, que ahora se expone en el Reginald Museum, junto a otras que fueron otorgadas en la misma ocasión.

## Rorke's Drift en el recuerdo
Los hechos de Rorke's Drift fueron un tema recurrente en pintores de la época, como Elizabeth Thompson y Alphonse de Neuville, y muy populares entre el pueblo británico. Pero habían sido casi olvidados por el gran público cuando en 1964 se estrenó la película Zulú, del director Cy Endfield. En 1979, una nueva película, Amanecer zulú, retrató la batalla de Isandhlwana. La batalla también ocupó un capítulo de la obra del historiador Victor Davis Hanson, Carnage and Culture, en la que pretendía demostrar la superioridad de las técnicas militares occidentales.

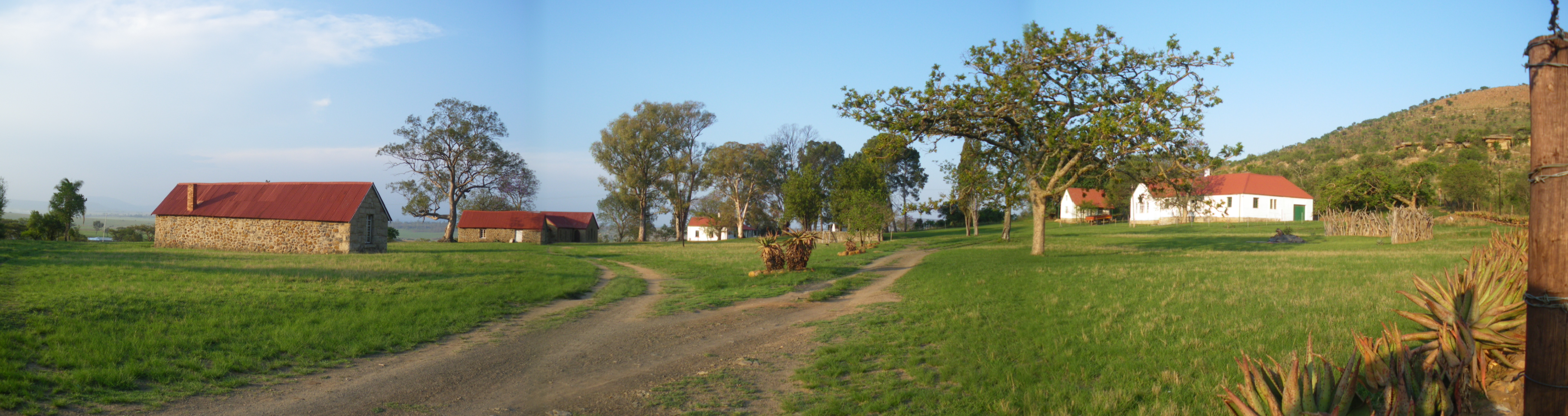
El lugar de la batalla en la actualidad. Los edificios son modernos y no reflejan la ubicación de los que había en el.

## En la cultura popular
La banda de power metal Sabaton hizo una canción haciendo referencia a este conflicto para su álbum "the last stand", el nombre de la canción es Rorke's Drift